# Wei (reino)
El reino de Wei (chino antiguo: 曹魏 *Ntsˤu nqʰujs; chino moderno: 曹魏, pinyin: Cáo Wèi, Wade-Giles: Ts'ao2 Wei4) fue una dinastía china perteneciente al periodo de los Tres Reinos (184-283 d. C.). La dinastía Wei fue fundada por Cao Pi, y su padre, Cao Cao tuvo un papel muy importante en la fundación.

## Linaje
- Cao Cao (155-220 d. C.) | Último primer ministro de la dinastía Han. Con sus conquistas estableció la base de lo que se convertiría en el enorme Imperio Wei.
- Cao Pi (187-226 d. C.) | Segundo hijo de Cao Cao, fundador y primer emperador de Wei (220-226).
- Cao Rui ( -239 d. C.) | Hijo de Cao Pi y segundo emperador de Wei (226-239).
- Cao Fang | Hijo de Cao Rui y tercer emperador de Wei (239-254).
- Cao Mao | Nieto de Cao Pi y cuarto emperador de Wei (254-260).
- Cao Huan | Quinto y último emperador de Wei (260-265).

## Historia

### Formación
En el año 191 d. C., tras la victoria de las fuerzas aliadas contra Dong Zhuo en la batalla de la puerta de Hu Lao, comienza la carrera de Cao Cao por reunificar China. En el año 200 d. C. Cao Cao ya controlaba la llanura central de China y se había convertido en una fuerza digna de tenerse en cuenta. En los ocho años que siguieron conquistó todo el norte, la provincia de Ji, convirtiéndose en la fuerza dominante en China. Con el tiempo su territorio llegó a abarcar todo el norte del país, delimitando al sur con Hanzhong, gran parte de la provincia de Jing y el río Changjiang.
Cao Cao murió en el año 220, y su puesto lo ocupó su segundo hijo Cao Pi (su primer hijo, Cao Ang, murió asesinado en el año 197). En el año 220 d. C. Cao Pi fundó el reino de Wei y destronó al emperador Xian, terminando así definitivamente con la dinastía Han y proclamándose él mismo emperador de Wei.

### Caída
En el año 239 de nuestra era, cinco años después de la batalla en las llanuras de Wu Zhang, el segundo emperador de la dinastía Wei, Cao Rui, cayó enfermo y falleció, dejando los asuntos de estado en manos de Sima Yi y Cao Shuang. El nuevo emperador era el hijo de Cao Rui, Cao Fang, que en aquel momento contaba con sólo ocho años.
Cao Shuang asignó a Sima Yi una posición sin importancia y sin autoridad real, e intentó hacerse con todo el poder. Sima Yi fingió estar enfermo y se retiró de la vida pública, y sus dos hijos pronto hicieron lo mismo. Naturalmente, se trataba de un plan de la familia Sima para parecer débiles, de manera que Cao Shuang se dejase llevar por una falsa sensación de seguridad.
Un día que Cao Shuang estaba ausente, Sima Yi irrumpió en la Corte imperial junto con sus hijos y seguidores e hizo una protesta oficial contra Cao Shuang directamente al Emperador. Poco después, Cao Shuang fue despojado de su poder y finalmente fue ejecutado. A Sima Yi se le concedió el título de primer ministro y se alzó con el poder de manera eficaz.
Tras la muerte de Sima Yi, a su primogénito Sima Shi se le concedió el rango de general jefe y a su segundo hijo Sima Zhao también se le otorgó el rango de general. Juntos tenían total autoridad sobre el poder militar de Wei. El emperador Cao Fang pronto empezó a temer a los hermanos e intentó despojarles del poder.
Sin embargo, la conspiración fue rápidamente descubierta y Cao Fang fue obligado a abdicar en favor del nieto de Cao Pi, Cao Mao. La familia Sima tenía entonces total autoridad sobre la Corte imperial, pero se enfrentaban a numerosos detractores y rebeliones. Aunque Sima Shi emprendió una campaña para sofocar estos levantamientos, caería enfermo y moriría a temprana edad.
Tras la muerte de Sima Shi, su hermano Sima Zhao heredó el título de general jefe, pero las revueltas continuaron. Zhuge Dan, primo de Zhuge Liang, inició una rebelión a gran escala que Sima Zhao sofocó gracias a su poder militar, pero las semillas de la rebelión también crecían dentro de la corte.
El emperador Cao Mao estaba abatido por no ser más que una mera marioneta de la familia Sima y creó un ejército propio para combatirlos. Sin embargo, Cao Mao fue pronto asesinado por los seguidores de Sima Zhao. Sima Zhao nombró a Cao Huan quinto emperador de Wei y se autoproclamó primer ministro.
Tras recuperar cierto orden interno, Sima Zhao buscaba ahora una campaña definitiva contra el Reino Shu. Primero Zhong Hui ocupó con éxito Han Zhong, después Deng Ai atacó por sorpresa la indefensa capital de Chengdu mientras Zhong Hui contenía al ejército de Shu en Jiange, con lo que el emperador Liu Shan (o Liu Chan) se rindió de inmediato. Shu había caído con un esfuerzo mínimo.
Tras la caída del Reino Shu, Sima Zhao recibió el título de "Rey de Jin". Al año siguiente, Sima Zhao sucumbió a la enfermedad y nombró a su primogénito Sima Yan su sucesor.Al tomar posesión del título de Rey de Jin, Sima Yan había llegado casi a la cima de la jerarquía imperial, pero aún no estaba satisfecho.
Sima Yan presionó al inútil emperador Cao Huan para que abdicase y usurpó el trono imperial. En el año 265 de nuestra era, la dinastía Wei dio paso a la dinastía Jin, 45 años después de que Wei recibiera la soberanía de la dinastía Han.